# New Longton
New Longton – wieś w Anglii, w hrabstwie Lancashire, w dystrykcie South Ribble. Leży 45 km na północny zachód od miasta Manchester i 304 km na północny zachód od Londynu.